# Ильинская, Ольга Игоревна
Ольга Игоревна Ильинская (16 апреля 1911, Москва — 1986, Москва) — советский литературовед, педагог.

## Биография
Родилась 16 апреля 1911 года в Москве в семье адвоката и литератора Игоря Владимировича Ильинского и его жены Софьи Григорьевны, санитарного врача. С детства Ляля, как её звали родители и друзья, писала стихи, рисовала. Её отец решил организовать учебную группу девочек примерно одного возраста, чьи родители не хотели отдавать их в советскую школу. Педагогами были супруги Ефимовы. Впоследствии группа благополучно сдала экзамены экстерном за среднюю школу. С осени 1927 по весну 1929 года Ольга Ильинская училась на Высших государственных литературных курсах (ВГЛК). В 1929 году курсы были закрыты.
Материальное положение семьи вынудило Ильинскую поступить на работу. Работая библиотекарем в Московской театральной библиотеке, она училась на годичных курсах русской библиографии при Государственной библиотеке им. Ленина. Окончила их в 1930 году.
В 1931 году переехала к мужу в Ленинград. До 1934 года работала в библиотеке Педагогического института им. Герцена помощником библиотекаря, старшим библиотекарем, а затем заведующей кабинетом философии. В 1934 году поступила на второй курс литературного факультета Ленинградского института истории, философии и лингвистики  (ЛИФЛИ). В начале 1937 года ЛИФЛИ был переформирован в филологический факультет Ленинградского государственного университета, который Ильинская окончила в том же году с дипломом 1-й степени. В течение года работала в Ленинградском радиокомитете в качестве автора и редактора художественного отдела. В 1938 году переехала в Москву. С октября 1938 по апрель 1939 года работала младшим научным сотрудником Государственного литературного музея. Осенью 1939 года поступила в аспирантуру при кафедре всеобщей литературы Московского областного педагогического института (МОПИ).
В 1938—1941 годах сотрудничала в ряде московских и ленинградских журналов, таких как «Октябрь», «Что читать», «Интернациональная литература» и др.
В июле 1941 года в её квартиру попала бомба, и она вместе с матерью была эвакуирована в Иркутск. С 1941 по 1944 год работала старшим преподавателем всеобщей литературы в Восточно-Сибирском университете и в Иркутском педагогическом институте. В мае 1944 года вызвана в Москву для защиты диссертации, вновь зачислена в аспирантуру МОПИ и работала над диссертацией по теме «Золя и импрессионистская живопись».
В 1944—1948 годах была старшим преподавателем всеобщей литературы в МОПИ.
С 1945 по 1986 год преподавала зарубежную литературу, теорию литературы, историю зарубежного театра во Всесоюзном государственном институте кинематографии, оказав большое влияние на многие поколения кинематографистов.
«На втором курсе Ольга Игоревна Ильинская, наша преподавательница иностранной литературы, создала вечерний факультатив и стала переводить нам с листа тех, кого не включали во вгиковский курс или вообще в СССР не издавали (Пруста, Ионеско, Беккета, Томаса Манна, Марселя Эме). Тогда всё стало компенсироваться, и мы начали понимать, на каком мы свете», — рассказывал киновед Наум Клейман.
Кинокритик Андрей Плахов вспоминал: «Она не просто учила зарубежной литературе, но учила думать и интеллектуально развиваться, будучи одним из главных столпов вгиковской культуры и поднимая её на уровень, до которого не всякий видный кинематографист мог дотянуться».
В 1962 году защитила диссертацию на соискание ученой степени кандидата филологических наук по теме «Очерки по теории литературы с приложением примерных анализов композиции, стихов, стилистики, жанров и художественных методов». В 1972 году утверждена в ученом звании доцента.
Автор ряда статей в научных сборниках, а также текстов о французской литературе в Краткой литературной энциклопедии и в Большой советской энциклопедии.
Была трижды замужем: первый муж — Гавриил Сергеевич Стрелин (1905—1992), биолог и радиолог, второй муж — Яков Львович Бабушкин (1913—1944), начальник литературно-драматического вещания Ленинградского радиокомитета, третий муж — Борис Сергеевич Емельянов (1909—1991), критик и литературовед.
Умерла в 1986 году. Некролог в газете «Советская культура» подписали Григорий Чухрай и Марлен Хуциев.